# Incze Ferenc
Incze Ferenc (Gyergyószentmiklós, 1910. augusztus 5. – Kolozsvár, 1988. augusztus 21.) erdélyi magyar festő.

## Életpályája
A budapesti Iparművészeti Iskolát végezte, majd Bécsben végzett tanulmányokat.
Az erdélyi művészet magányos, mellőzött alakja. Az expresszionizmussal és szürrealizmussal rokon művészetét Salvador Dalíéhoz is hasonlították. Erdélyben csak külföldi sikerei után kezdték elismerni. Portrékat, aktokat, tájképeket, álomszerű víziókat kivetítő kompozíciós műveket festett. 1939-től Kolozsváron élt. 1973-ban elnyerte a Párizsi Szalon ezüstérmét, és ekkor a Francia Képzőművészek Társaságának örökös tagjává választották. Ajándékozott képeket a Zerindi Képtárnak, de hagyatékának jelentős része a gyergyószentmiklósi Tarisznyás Márton Múzeumban található.

## Munkássága

### Egyéni kiállítások
- Műtermi kiállítás, Kolozsvár, 1941, 1943.
- Korunk Galéria, Kolozsvár, 1973.
- Hoorn – Amszterdam – Utrecht, 1978.
- Korunk Galéria, Kolozsvár, 1982.
- Művészeti Galéria, Kolozsvár, 1987.
- Retrospektív kiállítás, Művészeti Múzeum, Kolozsvár, 1998.
- Körösvidéki Múzeum, Nagyvárad, 1999.
- Györkös Mányi Albert Emlékház, Kolozsvár, 1998.
- Korunk Galéria, Kolozsvár, 2008.
- Haáz Rezső Múzeum, Székelyudvarhely, 1998.
- Centenáriumi kiállítás, Quadro Galéria, Kolozsvár, 2010.
- Brukenthal Múzeum, Kék Ház, 2012.

### Válogatott csoportos kiállítások
- Tíz év az adományok tükrében, Művészeti Múzeum, Kolozsvár, 2006.
- Takács Galéria állandó tárlata, Százhalombatta, Kolozsvár, 2008.
- XX. századi erdélyi magyar festők a székelykeresztúri Molnár István Múzeum gyűjteményéből, Haáz Rezső Múzeum, Székelyudvarhely, 2011.

## További Információk
- Szabó Vilmos: Incze Ferenc. Korunk, 1974.
- Kántor Lajos: Ecsettel az ég felé. Utunk, 1982/16.
- Mikó Ervin: Kicsoda ön, Incze Ferenc? Igazság, 1988. február 21.
- Murádin Jenő: A festő hagyatéka. Utunk, 1988/37.
- Kántor Lajos: Kolozsvártól Párizsig – és tovább… Helikon, 1998. okt. 25.
- Csomafáy Ferenc: Démonikusan nagy festő. Romániai Magyar Szó, 2003. nov. 11.
- Németh Júlia: Anyanyelve a festészet. In memoriam Incze Ferenc. Erdélyi Művészet, 2004/2.
- Székely Sebestyén György:: Incze Ferenc utolsó vázlatfüzete. Korunk, 2008/04.
- Német Júlia: „Kolozsvártól Párizsig – és tovább...”[halott link], Szabadság, 2008. szept. 13.
- Kiss Előd-Gergely: A „második Dali”, Krónika, 2010. szept. 29.
- Székely Sebestyén György: Incze Ferenc (1910–1988). Képzőművészeti monográfia, Komp-Press Kiadó, Kolozsvár, 2010.
- Utazás az ego körül. Incze Ferenc, a festő, aki sztár akart lenni, transidex.ro, 2010. szept. 25.